# Enhanced GPS
La tecnologia Enhanced Global Positioning System (eGPS) permette una possibile e migliore localizzazione del segnale satellitare GPS con dispositivi GSM/W-CDMA in luoghi inaccessibili ai normali sistemi di georeferenziazione, come ad esempio nei luoghi chiusi.
È implementata con un chip, montato nei ricevitori satellitari, dall'azienda CSR insieme a Motorola
Secondo la CSR, l'EGPS permetterebbe "non soltanto un'universale capacità di posizionamento che funzioni al chiuso e in assenza di segnale GPS, ma un fix molto veloce in zone con scarsa copertura GPS dove molti dispositivi sono usati". Più precisamente, "estrapola i dati dalla rete del cellulare velocizzando il fix del GPS e fornisce un posizionamento veloce, complementare e abbastanza preciso in assenza di segnale GPS". La CSR spera di aggiungere l'eGPS ai dispositivi per meno di 1$ per unità.
L'E-GPS combina la tecnologia "Matrix" di CSR con il GPS; quando un utente inizia la localizzazione ottiene il posizionamento immediato tramite la rete telefonica, con un'accuratezza di 100 m. Quindi il "Fine Time Aiding" aiuta il dispositivo a trovare il segnale GPS, per trovare i satelliti nel giro di pochi secondi. Il Fine Time Aiding permette una ricerca più potente e sembra essere più sensibile di 6 dB rispetto a qualsiasi altro hardware GPS.
CSR dichiara che questo sistema può funzionare in qualsiasi dispositivo, risultando superiore al GPS assistito.

## Evoluzione
- Febbraio 2005 - Annuncio del sistema eGPS da parte di CPS (Cambridge Positioning Systems Ltd)
- Gennaio - CPS è acquisita da CSR, produttore di chip per Bluetooth e altre tecnologie senza fili per dispositivi mobili.
- Gennaio 2008 - CSR & Motorola annunciano che creeranno un forum industriale aperto sulla tecnologia Enhanced GPS.